# São João do Cabrito
São João do Cabrito é um bairro brasileiro localizado na cidade de Salvador, na Bahia. Incluído na na região administrativa dos Subúrbios Ferroviários, a RA XVII. Ele é banhado pela enseada do Cabrito que é um dos acidentes geográficos que compõem a Baía de Todos os Santos.

## História
São João do Cabrito é um dos bairros que formam o território soteropolitano conhecido como Subúrbio Ferroviário de Salvador que possui registros de ocupação humana anteriores à fundação oficial da cidade em meados de 1544, de acordo com o historiador Carlos Augusto Fiúza Angelo, sendo uma das áreas da Baía de Todos os Santos povoadas pela etnia tupinambá. 
Considerando que no período colonial a cidade do Salvador era dividida em freguesias, as terras que compõem o atual bairro de São João do Cabrito integrava inicialmente a antiga freguesia de Nossa Senhora do Ó de Paripe. Esta freguesia foi estabelecida por causa da construção, em meados de 1560, do primeiro templo da Igreja Católica situado na área que compõe o contemporâneo Subúrbio Ferroviário que se chamava originalmente de Igreja de Santa Cruz das Torres.

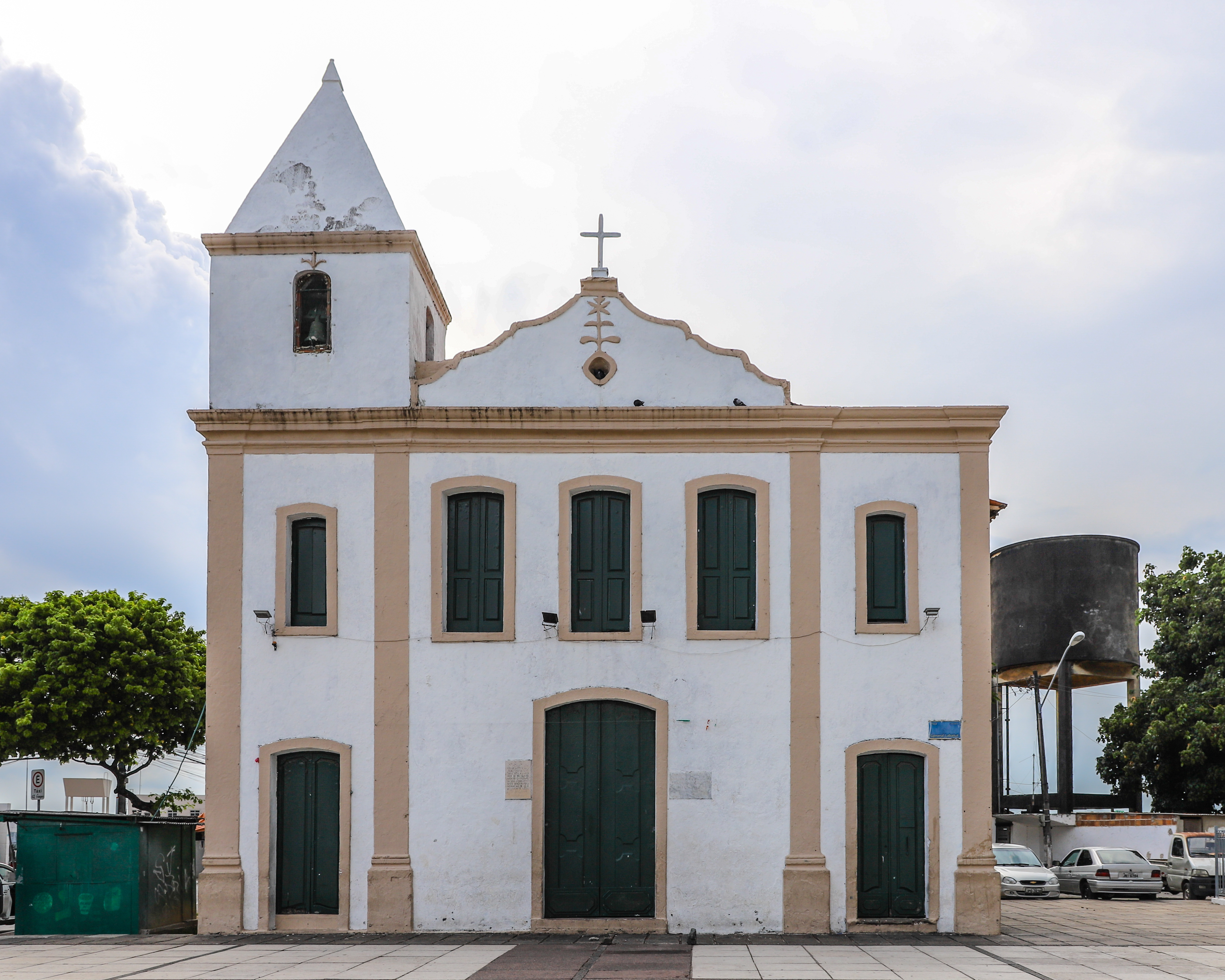
Fachada atual da Igreja de São Bartolomeu de Pirajá reconstruída no século XVIII

Posteriormente, essa primeira freguesia sofreu um desmebramento territorial com as terras do contemporâneo São João do Cabrito vindo a fazer parte da também antiga freguesia de São Bartolomeu de Pirajá, criada entre 1578 e 1608.
Até o final do século XIX toda a região do Subúrbio Ferroviário ainda era completamente rural com pequenos núcleos populacionais, vilas de pescadores e sítios de posseiros que estavam inseridos dentro de grandes fazendas vinculadas a antigos engenhos de açúcar.
Após a década de 1860, todo o Subúrbio Ferroviário, incluindo a região da "Fazenda Cabrito", onde se encontrava as terras do contemporâneo bairro de São João do Cabrito sofreu um grande impacto com a construção e inauguração da Estrada de Ferro da Bahia ao São Francisco, uma estrada de ferro que passou a conectar por via ferroviária a capital baiana com o resto do estado. Este impacto ocorreu mesmo que a linha ferroviária não viesse a cortar o espaço territorial do atual bairro, pelo fato de ter sido construída a Ponte São João entre os dois promontórios da enseada do Cabrito situados nos contemporâneos bairros suburbanos da Plataforma e do Lobato. 

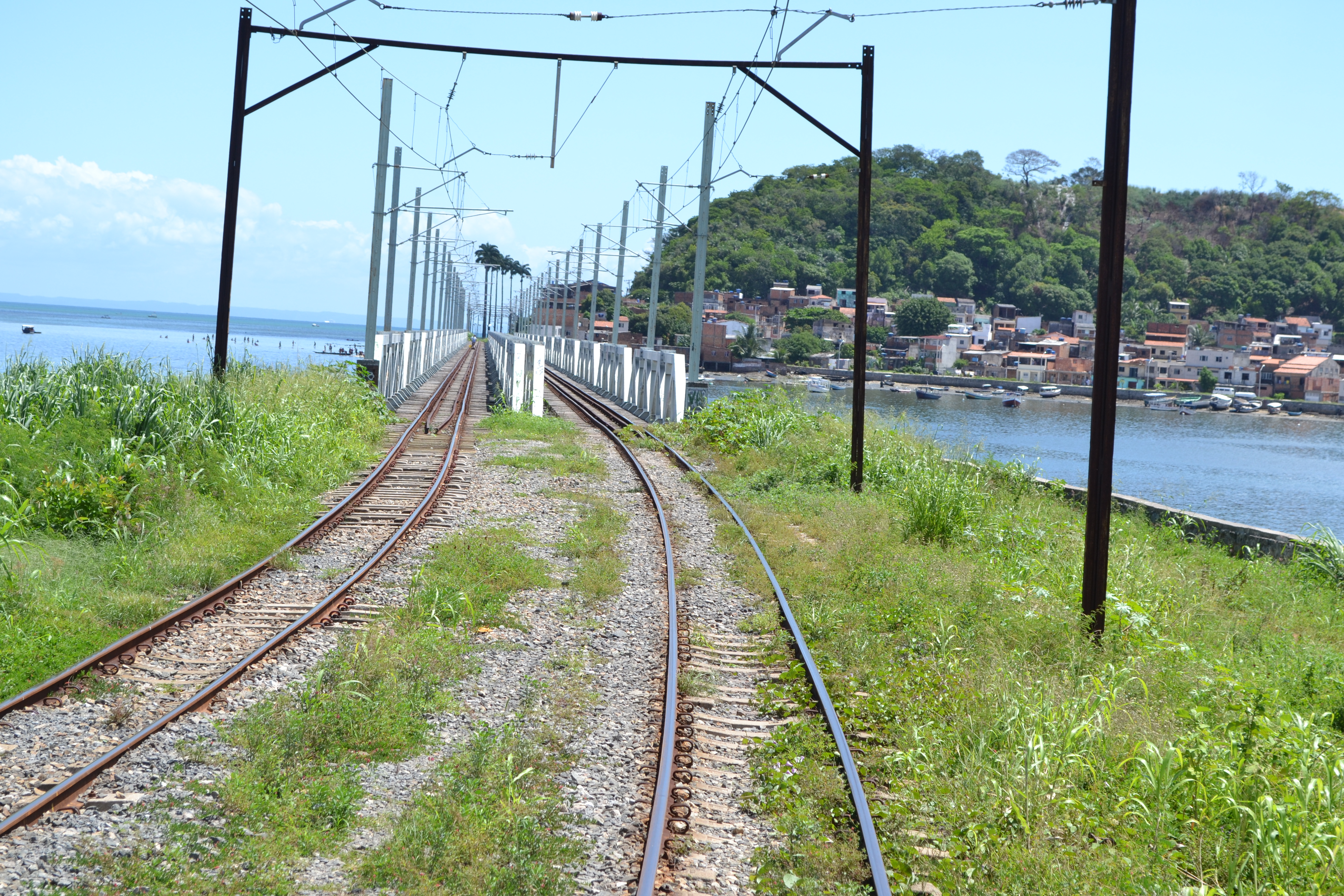
Ponte São João ligando Lobato à Plataforma com as águas da enseada do Cabrito à direita

Contudo, os valores altos das passagens impediam que a população local, predominantemente pobre, fizesse uso regular do transporte ferroviário que passava por sua região. Assim, a população local dependia do transporte terrestre baseado na tração animal (equinos, asininos e bovinos) e do transporte marítimo, por meio de barcos, canoas e saveiros que embarcavam pela enseada do Cabrito, para se deslocar ou comercializar as mercadorias produzidas por ela em locais como a Feira de São Joaquim.
Após a proclamação da República no Brasil, o caráter rural da região começou a ser transformado com a instalação dos primeiros empreendimentos industriais no Subúrbio Ferroviário a partir do estabelecimento da Fábrica São Braz, uma fábrica de tecidos construída em 1870, no atual bairro de Plataforma, no mesmo local onde havia sido implantado no passado um engenho de açúcar. Este empreendimento industrial contribuiu para o aumento da população e levou eletricidade para toda a região do Subúrbio.
A partir de 1932, a maior parte das terras do Subúrbio Ferroviário, incluindo as de São João do Cabrito, pertenceu ao comerciante e industrial Bernardo Martins Catharino, o qual atraiu outras fábricas para a região, fazendo desta região o primeiro sítio urbano do país a ser destinado especialmente para o uso industrial.
Entre o final da década de 1960 e o início da década de 1970, como boa parte dos bairros do Subúrbio Ferroviário, São João do Cabrito foi bastante impactado em termos de mobilidade urbana com a construção da Avenida Afrânio Peixoto, conhecida popularmente como "Avenida Suburbana", uma obra pública viária inaugurada em 1970 que começa no bairro da Calçada e segue até Paripe.
No começo da década de 2010, este bairro foi impactado com a fundação do Acervo da Laje, a primeira instituição museológica do Subúrbio Ferroviário estabelecida em São João do Cabrito por meio de uma iniciativa particular e comunitária coordenada pelo psicopedagogo José Eduardo Ferreira Santos e pela educadora Vilma Santos que iniciaram as atividades culturais de exposições de artistas locais suburbanos em espaços que rompiam com a lógica tradicional dos museus, a exemplo de mostras artísticas localizadas em lajes de edificações da região.

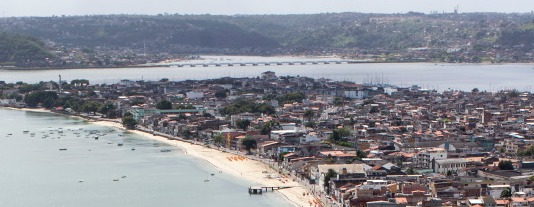
Imagem do final da península de Itapagipe com a Ponte São João e as águas da enseada do Cabrito ao fundo

Em 2021, o bairro de São João do Cabrito, assim como os demais bairros do Subúrbio Ferroviário, foi novamente impactado em sua mobilidade urbana com a desativação do Trem do Subúrbio e a demolição de estações ferroviárias próximas ao bairro, como a Estação Almeida Brandão (situada em Plataforma) e a Estação Lobato (situada em Lobato).

## Demografia
Segundo dados de 2010 do Observatório de Bairros de Salvador, o bairro de São João do Cabrito detinha uma população total de 21.284 habitantes sendo que a maior parte dela se autodeclarou parda (53,73%) e preta (34,71%). Quanto ao sexo e faixa etária, a maioria dela seria do sexo feminino  (52,37%) e se encontraria na faixa etária de 20 a 49 anos (50,36%).
Em relação aos domicílios, 7,56% dos responsáveis por esses domicílios não eram alfabetizados e a despeito de 50,1% da população que habitava esses domicílios estar na faixa de 0 a 1 salário mínimo, a renda média dos responsáveis por domicílio no bairro era em 2010 na faixa de R$ 766,00.

## Planejamento urbano
De acordo com o Plano Diretor de Desenvolvimento Urbano de Salvador, aprovado em 2008, a área que compõe o bairro São João do Cabrito foi definida como uma zona especial de interesse social (ZEIS) que estava prevista a ser submetida à requalificação urbanística por meio de operação urbana consorciada.

## Infraestrutura urbana e serviços públicos
Em 2010, a infraestrutura ofertada no bairro de São João do Cabrito quanto aos serviços públicos de saneamento básico (coleta de resíduos sólidos, abastecimento de água e esgotamento sanitário) era a seguinte: 
- Domicílios que contavam com coleta de resíduos sólidos (95,68%);
- Domicílios que contavam com abastecimento de água (98,81%);
- Domicílios que contavam com esgotamento sanitário (90,37%).

## Segurança pública
Foi listado como um dos bairros menos perigosos de Salvador, segundo dados do Instituto Brasileiro de Geografia e Estatística (IBGE) e da Secretaria de Segurança Pública (SSP) divulgados no mapa da violência de bairro em bairro pelo jornal Correio em 2012. Ficou entre os bairros mais tranquilos em consequência da taxa de homicídios para cada cem mil habitantes por ano (com referência da ONU) ter alcançado o nível mais baixo, com o indicativo "0", sendo um dos melhores bairros na lista.